# Grande Prêmio do Cinema Brasileiro 2016
É a décima quinta edição do Grande Prêmio Brasileiro de Cinema, organizado pela Academia Brasileira de Cinema, homenageando os melhores filmes do ano anterior em diversas categorias. A entrega dos prêmios aconteceu em 04 de outubro de 2016, no Theatro Municipal do Rio de Janeiro.

## Vencedores e indicados
- Os vencedores estão em negrito.[1]

### Melhor Longa-metragem de ficção
- "A história da eternidade", de Camilo Cavalcanti
- "Ausência", de Chico Teixeira
- "Califórnia", de Marina Person
- "Casa Grande", de Fellipe Gamarano Barbosa
- "Chatô, o Rei do Brasil", de Guilherme Fontes
- "Que Horas Ela Volta?", de Anna Muylaert
- "Sangue Azul (filme)", de Lírio Ferreira
- "Tudo que aprendemos juntos", de Sérgio Machado

### Melhor Longa-metragem Documentário
- "Betinho, a esperança equilibrista", de Victor Lopes
- "Campo de jogo", de Eryk Rocha
- "Cássia Eller", de Paulo Henrique Fontenelle
- "Chico – Artista brasileiro", de Miguel Faria Jr
- "Últimas conversas", de Eduardo Coutinho

### Melhor Longa-Metragem Comédia
- "Infância", de Domingos Oliveira
- "Pequeno dicionário amoroso 2", de Sandra Werneck
- "S.O.S. mulheres ao mar 2", de Cris D’Amato
- "Sorria, você está sendo filmado", de Daniel Filho
- "Super pai", de Pedro Amorim

### Melhor Longa-Metragem Animação
- "Até que a Sbórnia nos separe", de Otto Guerra
- "Ritos de passagem", de Chico Liberato

### Melhor Direção
- Anna Muylaert por "Que horas ela volta?"
- Camilo Cavalcanti por "A história da eternidade"
- Chico Teixeira por "Ausência"
- Daniel Filho por "Sorria, você esta sendo filmado"
- Eduardo Coutinho por"Últimas conversas"
- Eryk Rocha por "Campo de jogo"
- Fellipe Gamarano Barbosa por "Casa grande"

### Melhor Atriz
- Alice Braga como Eva por "Muitos homens num só"
- Andréa Beltrão como Vivi Sampaio por "Chatô – O rei do Brasil"
- Dira Paescomo Florita por "Órfãos do Eldorado"
- Fernanda Montenegro como Dona Mocinha por "Infância"
- Marcélia Cartaxo como Querência por "A história da eternidade"
- Regina Casé como Val por "Que horas ela volta?"

### Melhor Ator
- Daniel de Oliveira como Soldado Guimarães por "A estrada 47"
- Irandhir Santos como Ney em "Ausência"
- João Miguel como Augusto Matraga por "A hora e a vez de Augusto Matraga"
- Lázaro Ramos como Laerte por "Tudo que aprendemos juntos"
- Marco Ricca como Assis Chateaubriand por  "Chatô – O rei do Brasil"

### Melhor Atriz Coadjuvante
- Camila Márdila como Jéssica por "Que horas ela volta?"
- Fabiula Nascimento como Rosa por "Operações especiais"
- Georgiana Goes como Lia por "Casa grande"
- Karine Teles como Bárbara por "Que horas ela volta?"
- Leandra Leal como Lola por "Chatô – O rei do Brasil"

### Melhor Ator Coadjuvante
- Ângelo Antônio como Cesar por "A floresta que se move"
- Chico Anysio como Major Consilva por "A hora e a vez de Augusto Matraga"
- Claudio Jaborandy como Nataniel por "A história da eternidade"
- Lourenço Mutarelli como José Carlos por "Que horas ela volta?"
- Marcello Novaes como Hugo por "Casa grande"

### Melhor Direção de Fotografia
- Adrian Teijido por "Órfãos do Eldorado"
- Bárbara Alvarez por "Que horas ela volta?"
- José Roberto Eliezer por "Chatô – O rei do Brasil"
- Lula Carvalho por "A hora e a vez de Augusto Matraga"
- Mauro Pinheiro Jr por "Sangue azul"

### Melhor Roteiro Original
- Adirley Queirós por "Branco sai, preto fica"
- Anna Muylaert por "Que horas ela volta?"
- Camilo Cavalcanti por  "A história da eternidade"
- Fellipe Gamarano Barbosa e Karen Sztajnberg por  "Casa grande"
- Vicente Ferraz por "A estrada 47"

### Melhor Roteiro Adaptado
- Domingos de Oliveira por "Infância"
- Guilherme Coelho por "Orfãos do Eldorado"
- Guilherme Fontes, João Emanuel Carneiro e Matthew Robbins por "Chatô – O rei do Brasil"
- Lusa Silvestre e Marcelo Rubens Paiva ("Depois de tudo")
- Manuela Dias e Vinícius Coimbra ("A hora e a vez de Augusto Matraga")
- Marcos Jorge ("O duelo")

### Melhor Direção de Arte
- Ana Mara Abreu por "Califórnia"
- Ana Paula Cardoso por "Casa grande"
- Gualter Pupo por "Chatô – O rei do Brasil"
- Julia Tiemann ("A história da eternidade")
- Juliana Carapeba ("Sangue azul")
- Marcos Pedroso e Thales Junqueira ("Que horas ela volta?")

### Melhor Figurino
- André Simonetti e Claudia Kopke por "Que horas ela volta?"
- Beth Pilipecki e Reinaldo Machado por "A hora e a vez de Augusto Matraga"
- Elisabetta Antico por "A estrada 47"
- Gabriela Campos por "Casa grande"
- Letícia Barbieri por "Califórnia"
- Rita Murtinho por "Chatô – O rei do Brasil"

### Melhor Maquiagem
- Anna Van Steen ("Califórnia")
- Auri Mota ("Casa grande")
- Federico Carrette e Vicenzo Mastrantonio ("A estrada 47")
- Maria Lucia Mattos e Martín Macias Trujillo ("Chatô – O rei do Brasil"
- Tayce Vale e Vavá Torres ("A hora e a vez de Augusto Matraga")

### Melhor Efeito Visual
- Bernardo Alevato e Isadora Hertz ("Órfãos do Eldorado")
- Guilherme Ramano ("Que horas ela volta?")
- Marcelo Siqueira ("Linda de morrer")
- Marcos Cidreira "Chatô – O rei do Brasil")
- Robson Sartori ("A estrada 47")

### Melhor Montagem Ficção
- Alexandre Boechat ("A hora e a vez de Augusto Matraga")
- Felipe Lacerda e Umberto Martins ("Chatô – O rei do Brasil")
- Karen Harley ("Órfãos do Eldorado")
- Karen Harley ("Que horas ela volta?")
- Mair Tavares ("A estrada 47")

### Melhor Montagem Documentário
- Carlos Nader e André Braz ("Homem comum")
- Diana Vasconcellos ("Chico – Artista brasileiro")
- Paulo Henrique Fontenelle ("Cássia Eller")
- Pedro Asbeg, EDT e Victor Lopes ("Betinho, a esperança equilibrista")
- Rodrigo Pastore ("Cauby – Começaria tudo outra vez")

### Melhor Som
- Acácio Campos, Bruno Armelim, Gabriela Cunha, Júlio César, Eric Ribeiro Christani e Caetano Cotrim ("Cássia Eller")
- Bruno Fernandes e Rodrigo Noronha ("Chico – Artista brasileiro")
- Evandro Lima, Waldir Xavier e Damião Lopes ("Casa grande")
- Gabriela Cunha, Miriam Biderman, ABC, Ricardo Reis e Paulo Gama ("Que horas ela volta?")
- José Moreau Louzeiro e Aurélio Dias ("A hora e a vez de Augusto Matraga")
- Mark Van Der Willigen, Marcelo Cyro, Pedro Lima e Sérgio Fouad ("Chatô – O rei do Brasil")

### Melhor Trilha Sonora original
- Alexandre Guerra e Felipe de Souza ("Tudo que aprendemos juntos")
- Alexandre Kassin ("Ausência")
- Fábio Trummer e Vitor Araújo ("Que horas ela volta?")
- Patrick Laplan e Victor Camelo ("Casa grande")
- Zbgniew Preisner ("A história da eternidade")
- Zeca Baleiro ("Oração do amor selvagem")

### Melhor Trilha Sonora
- Los Hermanos ("Esse é só o começo do fim das nossas vidas")
- Luiz Claudio Ramos, a partir da obra de Chico Buarque ("Chico – Artista brasileiro")
- Luiz Avellar ("A estrada 47")
- Nelson Hoineff, a partir da obra de Cauby Peixoto ("Cauby – Começaria tudo outra vez")
- Paulo Henrique Fontenelle, a partir da obra de Cássia Eller ("Cássia Eller")

### Melhor Longa-Metragem Estrangeiro
- Birdman ou (A inesperada virtude da ignorância) (Birdman

or (The Unexpected Virtue of Ignorance), Comédia Dramática, EUA) – dirigido por Alejandro G. Iñarritu
- "Leviatã (The Salt of the Earth,drama Rússia)– dirigido por Andrey Zvyagintsev
- O Sal da Terra,(The Salt of the Earth,documentário Brasil,França e Itália ) de Wim Wenders e Juliano Ribeiro Salgado
- Olmo e a gaivota,(Olmo and The Seagull,documentário Portugal,Brasil,Dinamarca,França e Suécia) – dirigido por Petra Costa e Lea Glob
- Whiplash – Em busca da perfeição (Whiplash, drama, EUA) – dirigido por Damien Chazell

### Melhor Curta-Metragem Animação
- "Até a China", de Marão
- "Égun", de Helder Quiroga
- "Giz", de Cesar Cabral
- "O quebra-cabeça de Tárik", de Maria Leite
- "Virando gente", de Analúcia Godoi

### Melhor Curta-Metragem Documentário
- "A festa dos cães", de Leonardo Mouramateus
- "Cordilheira de amora II", de Jamille Fortunato
- "De profundes", de Isabela Cribari
- "Entremundo", de Renata Jardim e Thiago B. Mendonça
- "Retrado de Carmen D.", de Isabel Joffily
- "Uma família ilustre", de Beth Formaggini
- "Praça de guerra", de Edimilson Gomes

### Melhor Curta-Metragem Ficção
- "História de uma pena", Leonardo Mouramateus
- "Loïe e Lucy", de Isabella Raposo e Thiago Brito
- "Outubro acabou", de Karen Akerman e Miguel Seabra Lopes
- "Quintal", Andrés Novais
- "Rapsódia de um homem negro", de Gabriel Martins